# Северный полюс-27
Северный полюс-27 (СП-27) — советская научно-исследовательская дрейфующая станция. Работала со 2 июня 1984 года до 20 мая 1987 года.
Координаты станции на момент создания составляли: 78° 31 минута северной широты и 160° 30 минут восточной долготы.
- Начальник первой и третьей смены станции — Ю. П. Тихонов.
- Начальник второй смены — В. С. Рачков.

Высокоширотная экспедиция под руководством А. Н. Чилингарова на атомном ледоколе «Сибирь» произвела снятие со льдины коллектива дрейфующей станции «Северный полюс-27». Координаты станции на момент закрытия составляли: 86° 28 минут северной широты и 09° 2 минуты восточной долготы.